# Costa Rica a 2002. évi téli olimpiai játékokon
Costa Rica az egyesült államokbeli Salt Lake Cityben megrendezett 2002. évi téli olimpiai játékok egyik részt vevő nemzete volt. Az országot az olimpián 1 sportágban 1 sportoló képviselte, aki érmet nem szerzett.

## Sífutás
Férfi
| Versenyző    | Versenyszám | Selejtező | Selejtező | Negyeddöntő | Negyeddöntő | Elődöntő | Elődöntő | B döntő | B döntő | Döntő   | Döntő    |
| Versenyző    | Versenyszám | Idő       | Hely.     | Idő         | Hely.       | Idő      | Hely.    | Idő     | Hely.   | Idő     | Helyezés |
| ------------ | ----------- | --------- | --------- | ----------- | ----------- | -------- | -------- | ------- | ------- | ------- | -------- |
| Arturo Kinch | Sprint      | 4:22,72   | 68.       | kiesett     | kiesett     | kiesett  | kiesett  | kiesett | kiesett | kiesett | 67.      |

| Versenyző    | Versenyszám              | 10 km klasszikus | 10 km klasszikus | 10 km szabad | 10 km szabad | Helyezés |
| Versenyző    | Versenyszám              | Idő              | Hely.            | Időhátrány   | Idő          | Helyezés |
| ------------ | ------------------------ | ---------------- | ---------------- | ------------ | ------------ | -------- |
| Arturo Kinch | 10 + 10 km üldözőverseny | 41:30,5          | 78.              | kiesett      | kiesett      | kiesett  |